# Plumularia virginiae
Plumularia virginiae is een hydroïdpoliep uit de familie Plumulariidae. De poliep komt uit het geslacht Plumularia. Plumularia virginiae werd in 1900 voor het eerst wetenschappelijk beschreven door Nutting. 